# まぼろしの市街戦
『まぼろしの市街戦』（まぼろしのしがいせん、Le Roi de Cœur）は、1966年のフランス映画。英題は『King of Hearts』（ハートのキング）。

## あらすじ
第一次世界大戦末期、1918年10月。イギリス軍に追撃され敗走していたドイツ軍は、占領地である北フランスの小さな田舎町から撤退する際に、やって来るイギリス軍を全滅させて再占領するため、村のある場所に大型の時限爆弾を仕掛けて去っていった。町の人々も逃亡し、町はもぬけのからになる。取り残されたのは精神病院の患者たちと、サーカス団の動物たちだけであった。
町の内通者から連絡を受けた大佐は、たまたまフランス語が出来るというだけの理由で通信兵（伝書鳩の飼育係）のプランピック二等兵に、単身町へ向かい、爆弾の時限装置の解除をするよう命じる。町に潜入したプランピックは、残留していたドイツ兵と鉢合わせになってしまい、たまたま開門していた精神病院に逃げ込む。そこでは、老若男女の患者たちが戦争をよそに、楽しげにトランプ遊びをしていた。彼らに名前を聞かれたプランピックは適当に「ハートのキング」と自称したことから、患者たちの「王」として迎え入れられる。
ドイツ兵が去ったあと、彼らは町中に繰り出し、司教、軍人、貴族、理髪師、娼館のマダムなど、思い思いの役を演じる。プランピックはひとときの祭りのような、リアリティのない奇妙な日常生活に取り込まれていき、徐々に彼らに親しみを覚え始める。そんな中、プランピックの「戴冠式」が取り行われ、彼は美しい少女・コクリコを「王妃」として迎え入れる。
爆弾のありかがわからないまま数時間経ち、焦りを感じ始めたプランピックは、患者たちを救うために演説をぶって、町の外へ連れ出そうとするが、彼らは町の城壁で立ち往生し、それ以上は一歩も動かなかった。患者たちは口々に「町の外には怖いものがたくさんあるから」と告げる。プランピックは彼らを見捨てられず、また町へ戻る。
かつて諜報員が知らせてきた爆発期限の午前0時を迎えようとしていた。プランピックは爆弾探しをあきらめ、コクリコと最期のひとときを楽しむことに決めた。だがコクリコが町のシンボルである時計台のからくりの存在を教えたことで、プランピックの直感が働いた。その時計台は機械仕掛けの騎士人形が午前0時に鐘を打つ仕掛けで、時限爆弾の起爆装置はその鐘に仕掛けられていた。プランピックは人形の振る打棒と鐘の間に入り背を打たれることで爆発を防ぎ、辛くも装置の解除に成功する。患者たちは「ハートのキング」の勇敢さをほめたたえる。
そこへ、爆発の回避を確認した大佐たちイギリス軍部隊が到着する。患者たちの大歓迎を受け、彼らは町の解放および、プランピックとコクリコの「結婚」を祝う花火の代わりに、空に大砲を打ち上げる。それを見た撤退中のドイツ軍部隊は爆破が成功したと勘違いし、町に引き返す。
翌朝、プランピックはイギリス軍に戻ろうとするが、患者たちに引き止められ縛り付けられる。進軍のため町から退去しようとしていたイギリス軍は、町に到着したドイツ軍と広場で鉢合わせし、白兵戦となった結果、双方とも全滅してしまう。それをバルコニーから眺めていた患者たちは、あまりの狂気の沙汰に言葉を失う。
そのような中、フランス軍が「解放軍」として町に到着し、避難していた町の人々も戻って来る。患者たちは「芝居は終わった」と告げ、それぞれの扮装を解いて病院に戻った。プランピックはフランス軍の将軍から勲章を受け取り、イギリス軍の別の部隊に配属される。彼は次の任務地に向かう車上で、遠ざかっていく町を哀しげに見つめたのち、部隊を離れ町へと駆け戻る。靴も軍服も脱ぎ捨てて、素っ裸になり病院の門を叩く。「患者」のひとりとなったプランピックは、再び「仲間たち」とともにトランプ遊びに興じるのだった。

## キャスト
| 役名                                                                          | 俳優                           | 日本語吹替                                                               |
| 役名                                                                          | 俳優                           | NETテレビ版                                                              |
| ----------------------------------------------------------------------------- | ------------------------------ | ------------------------------------------------------------------------ |
| チャールズ・プランピック二等兵 / ハートのキング                               | アラン・ベイツ                 | 富山敬                                                                   |
| ゼラニウム将軍 （患者）                                                       | ピエール・ブラッスール         | 雨森雅司                                                                 |
| トレフル公爵 （患者）                                                         | ジャン＝クロード・ブリアリ     | 広川太一郎                                                               |
| コクリコ （患者→「王妃」）                                                    | ジュヌヴィエーヴ・ビュジョルド | 信沢三恵子                                                               |
| アレクサンダー・マクビベンブルック大佐 （イギリス軍スコットランド連隊指揮官） | アドルフォ・チェリ             | 大平透                                                                   |
| 公爵夫人 （患者）                                                             | フランソワーズ・クリストフ     | 前田敏子                                                                 |
| マルグリット大司教 （患者）                                                   | ジュリアン・ギオマール         | 上田敏也                                                                 |
| エグランティーヌ夫人 （患者→娼館の女主人）                                    | ミシュリーヌ・プレール         | 小原乃梨子                                                               |
| マルセル氏 （患者→理髪師）                                                    | ミシェル・セロー               | 大塚周夫                                                                 |
| ハンバーガー少尉 （ドイツ軍）                                                 | マルク・デュディコール         | 富田耕生                                                                 |
| 理髪師 （町の住人・レジスタンスのリーダー）                                   | ポール・フェーヴル             |                                                                          |
| マクフィッシュ軍曹 （イギリス軍）                                             | ジャック・バリュタン           |                                                                          |
| ヘルムート・フォン・クラック大佐 （ドイツ軍）                                 | ダニエル・ブーランジェ         |                                                                          |
| アドルフ・ヒトラー伍長 （ドイツ軍）                                           | フィリップ・ド・ブロカ         | 古川登志夫                                                               |
| バドルナ将軍 （フランス軍）                                                   | イヴ・ロベール                 |                                                                          |
| 不明 その他                                                                   |                                | 水島晋 徳丸完 日高晤郎 宮内幸平 野本礼三 若本紀夫 宮下勝 笹岡繁蔵 巴菁子 |
|                                                                               |                                |                                                                          |
| 演出                                                                          | 演出                           | 小林守夫                                                                 |
| 翻訳                                                                          | 翻訳                           | 飯嶋永昭                                                                 |
| 効果                                                                          |                                |                                                                          |
| 調整                                                                          |                                |                                                                          |
| 制作                                                                          | 制作                           | 東北新社                                                                 |
| 解説                                                                          | 解説                           | 淀川長治                                                                 |
| 初回放送                                                                      | 初回放送                       | 1974年11月17日 『日曜洋画劇場』                                          |

- 日本語吹替はDVD・BDに収録[5][6]。

## 製作
原案のモーリス・ベッシーがド・ブロカに聞かせた新聞の三面記事と、第二次世界大戦下で起こった実話が本作の基となっている。
ド・ブロカは妻ミシェル・ド・ブロカと共に制作を務め、出資はユナイテッド・アーティスツがフランスに持つ子会社とイタリアの制作会社の2社が行った。
ほとんどのシーンはサンリスで撮影された。

## 二つのエンディング
上記ストーリーの項にあるエンディングとは別に、裸のプランピック二等兵が鳥かごだけを持って精神病院の門の前に立ったところで終わる版も存在する。1974年の日曜洋画劇場ではこちらが放映された。
また、2018年にリバイバル公開された4Kデジタル修復版は日本公開版ではなく、若干エンディングが異なったオリジナル版である。

## 評価
フランスでの公開時は批評・興行共に成功しなかったが、数年後に米国で公開されると、マサチューセッツ州ケンブリッジのセントラル・スクエア・シアターで5年間にわたる驚異的なロングランヒットを記録。以後は世界的にカルト的人気を博している。　
いとうせいこうや中野翠,村上知彦らが映画アンケート企画で本作をベストに入れた。
1998年の映画秘宝のオールタイムベストにおいて、二位を獲得した、選者は三留まゆみら。。映画秘宝2007年では15位であり、三留や町山智浩や俳優の斎藤工、吉田豪らが選んだ、また選者の一人は秋元康も本作のファンであることを指摘した。
漫画家であり映画監督である大友克洋は黒澤明やアメリカン・ニューシネマなど多くの映画から影響を受けていることで知られているが、大友を特集したBRUTUSに大友が所有している、影響を受けた映画のDVDコレクションが掲載されていたが、その中の一本に本作のDVDもあった。